# Cycles Peugeot
Cycles Peugeot est un fabricant français de cycles appartenant à la société Automobiles Peugeot, filiale du groupe automobile franco-italo-américain Stellantis.

## Historique

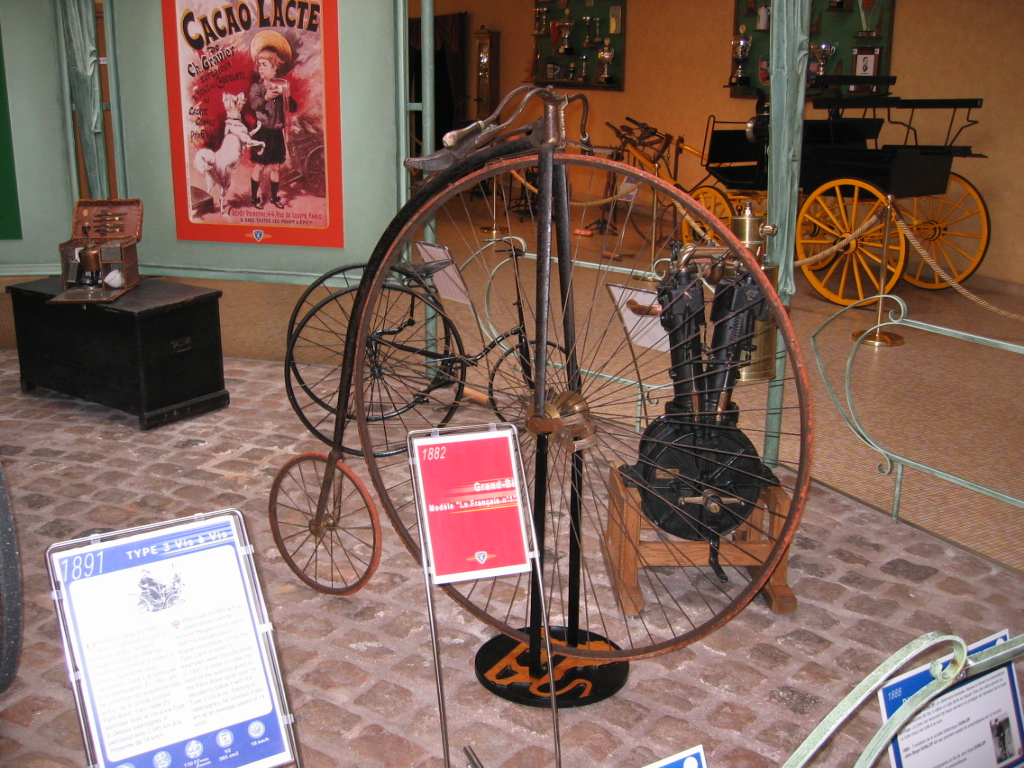
Grand bi de 1882, modèle Le Français no 1.

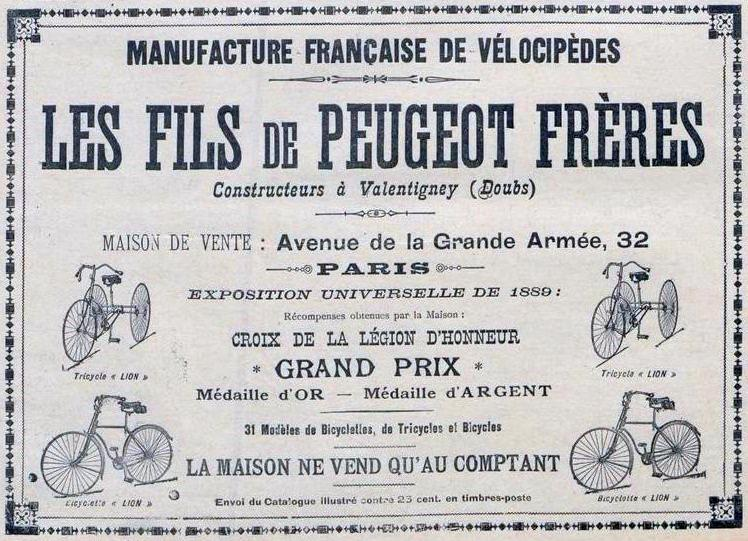
Publicité pour les cycles Peugeot en 1890.

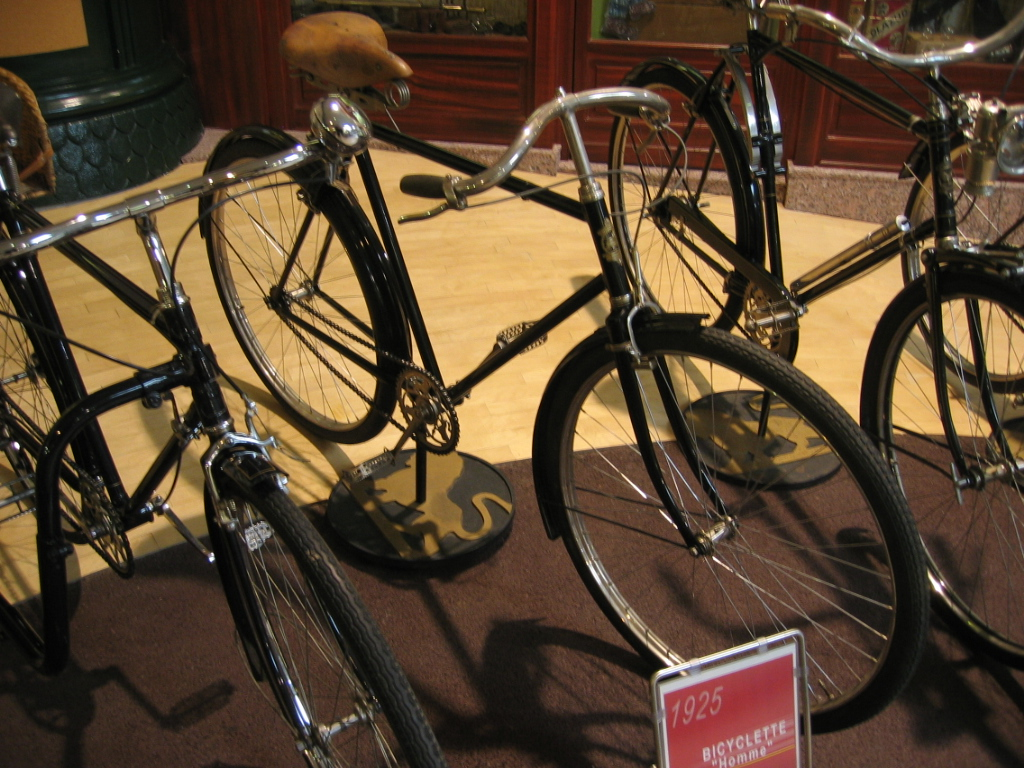
Bicyclette Peugeot de 1925.

En 1882, Armand Peugeot, inspiré par une mode venue d'outre-manche, lance la fabrication en série du Grand Bi « Le Français » et ouvre un atelier de trois cents ouvriers à Montbéliard. C'est un succès, qui pousse Peugeot à poursuivre, avec la fabrication de tricycles, puis en 1885, de bicyclettes à roues égales et transmission par chaîne (seize mille unités en 1897 et vingt mille en 1900). En 1886, Peugeot ouvre un nouvel atelier à Beaulieu (Mandeure), qui deviendra son principal site de production de bicyclettes jusqu’aux années 1970.
En 1889, les cycles Peugeot sont présentés à l’Exposition universelle. Face à l'engouement populaire, la marque au Lion ouvre un magasin avenue de la Grande-Armée à Paris.
En 1890, Peugeot sort « La Lion », qui séduit rapidement une clientèle féminine grâce à son élégance et sa robustesse : cette bicyclette ne pèse en effet « que » 22 kg, se décline en modèle à cadre droit ou à col-de-cygne et possède un garde-chaîne ainsi qu'un garde-robe.
Quelques années plus tard, Peugeot s'adressera à une clientèle férue de compétitions cyclistes en proposant une bicyclette à deux vitesses, par retournement de la roue arrière.
À partir de 1930, Peugeot collabore avec le stéphanois Automoto qui lui-même s'associe au dijonnais Terrot. Il les absorbe, respectivement, en 1962 et 1959.
Fabricant de chaînes de transmission depuis 1895, Peugeot crée en 1946 avec deux autres entreprises la société Sedis, qui sera un temps le plus important producteur mondial de chaînes de bicyclettes.
En 1972, Peugeot (via sa filiale France Motor Cycles) reprend une autre usine à Romilly-sur-Seine.
Jusque dans les années 1980, les cycles Peugeot étaient une marque phare en France, aux côtés de concurrents tels que Motobécane, Gitane, Mercier et quelques autres.
En 1992, pour faire face à la concurrence asiatique, les cycles BH (Beistegui Hermanos, Espagne) achètent la licence de fabrication des cycles Peugeot en Europe et se rapprochent de Gitane pour créer le groupe Cycleurope.
En 2004, la licence accordée à Cycleurope n'est pas renouvelée. Peugeot reprend en main la production (à Romilly) et la distribution des cycles Peugeot (qui se fait désormais via son réseau « automobiles »), même si la fabrication en tant que telle est toujours sous-traitée à Cycleurope.

## Autres marques
Peugeot a également produit des cycles sous des marques secondaires telles que Griffon et Aiglon (marque créée en 1902 par M. Debarelle à Argenteuil et rachetée par Peugeot en 1922) et les sous-marques meilleur marché Helium et Talbot.

## Modèles remarquables
- Demi-course Peugeot type PL8 10 vitesses, 1976 : avec son cadre en acier allégé bleu de France, ses dérailleurs Simplex, son double-plateau Stronglight, ses jantes Rigida, ses fins garde-boue chromés, il représentait le rêve de nombre d'adolescents de cette époque[11].

## Sponsoring et compétitions cyclistes
En 1892, lors de la course Paris - Nantes (1 025 km sur route), les cinq premiers du classement roulent sur des vélos Peugeot. Une affiche publicitaire commandée à Albert Guillaume rappellera l'événement.
En 1896, Paul Bourrillon devient Champion du monde de vitesse sur cycles Peugeot-Frères.
En 1904, Hippolyte Aucouturier qui court sur un cycle Peugeot et a déjà remporté Paris-Roubaix est lié au premier scandale de l'histoire du Tour de France : les quatre premiers du classement général sont déclassés.
La marque au lion se rattrape l'année suivante grâce à Louis Trousselier qui remporte le Tour sous les couleurs de Peugeot.
De nombreux autres Tours de France sont gagnés sur des cycles Peugeot : René Pottier en 1906, Lucien Petit-Breton en 1907 et 1908, Philippe Thys en 1913 et 1914, Firmin Lambot en 1922, Bernard Thévenet en 1975 et en 1977.
L'équipe cycliste Peugeot se constitue ainsi au fur et à mesure du développement du cyclisme professionnel.
En 1963, le maillot à damier Peugeot fait son apparition dans le peloton professionnel. Le motif, prévu pour mieux « passer à la télé » (encore en noir et blanc), deviendra rapidement célèbre. Il sera utilisé comme signature de la marque et reproduit sur les cadres des vélos.
Peugeot remportera encore deux Tours de France au cours des années 1970 mais finira par se retirer des pelotons en 1989 après cent ans de présence au plus haut niveau.
Les Cycles Peugeot reviendront en 1995, en parrainant l'équipe Festina (jusqu'en 1999).

### Palmarès

#### Cyclisme sur route
- Tour de France (10) : 1905, 1906, 1907, 1908, 1913, 1914, 1922, 1967, 1975, 1977.
- Tour d'Espagne (3) : 1948, 1969, 1971.
- Champion du monde sur route (4) : 1956, 1957, 1965, 1967.
- Champion d'Allemagne sur route (5) : 1965, 1966, 1967, 1971, 1978.
- Champion d'Australie sur route (1) : 1984.
- Champion de Belgique sur route (3) : 1914, 1957, 1972.
- Champion d'Espagne sur route (1) : 1948.
- Champion de France sur route (7) : 1907, 1908, 1920, 1962, 1973, 1975, 1976.
- Champion d'Italie sur route (4) : 1908, 1909, 1910, 1912.
- Champion du Luxembourg sur route (1) : 1936.
- Champion de Norvège sur route (1) : 1984.
- Champion de Suisse sur route (4) : 1914, 1924, 1948, 1949.
- Milan-San Remo (6) : 1907, 1914, 1918, 1964, 1966, 1967.
- Paris-Roubaix (5) : 1904, 1905, 1907, 1913, 1963.
- Amstel Gold Race (1) : 1983.
- Liège-Bastogne-Liège (3) : 1949, 1957, 1967.
- Grand Prix des Nations (2) : 1949, 1962.
- Paris-Tours (6) : 1906, 1907, 1914, 1917, 1951, 1970.
- Tour de Lombardie (5) : 1907, 1908, 1917, 1951, 1970.

#### Cyclisme sur piste
- Champion du monde de demi-fond (1) : 1961.
- Champion du monde de Vitesse (1) : 1896.
- Champion d'Europe de course à l'Américaine (4) : 1957, 1958, 1959, 1960.
- Champion d'Europe d'Omnium (2) : 1959, 1960.
- Champion d'Allemagne de demi-fond (1) : 1961.
- Champion de France de Vitesse (1) : 1906.
- Champion de Suisse de Vitesse (1) : 1914.

#### Cyclocross
- Champion du monde de Cyclocross (2) : 1961, 1963.
- Champion d'Allemagne de cyclo-cross (2) : 1961.1963.
- Champion de France de cyclo-cross (3) : 1913, 1914, 1960.
- Champion du Luxembourg de cyclo-cross (3) : 1964, 1967, 1968.

### Records

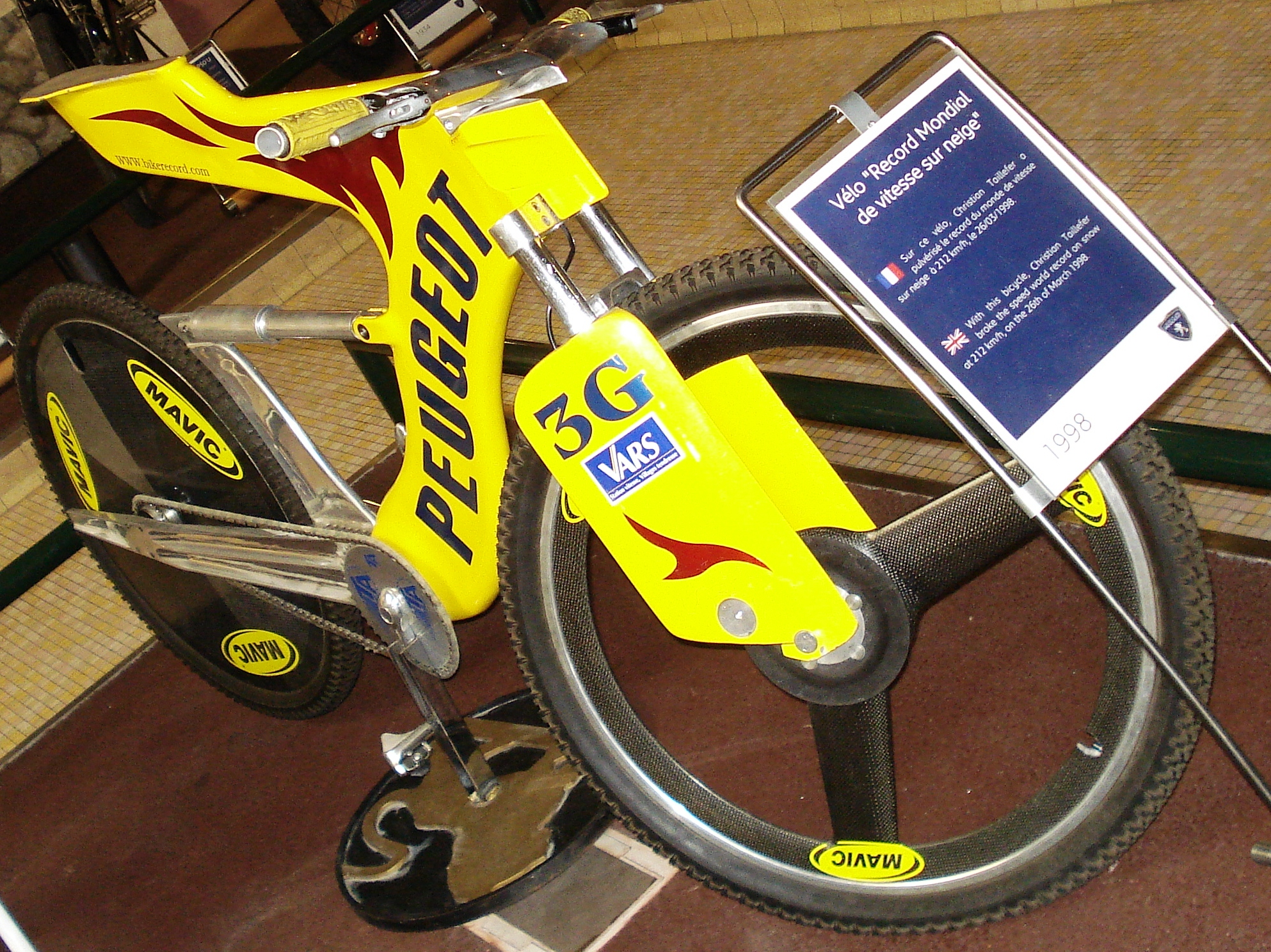
Le vélo de Christian Taillefer présent au Musée de l'Aventure Peugeot.

- Record du monde de l'heure (1912, 1913, 1914-1933) :  Oscar Egg, Paris, 42,122 km - 43,525 km - 44,247 km.
- Record du monde de vitesse sur glace en VTT (1998-1999) :  Christian Taillefer, Vars, 212,139 km/h.